# Pedro Antonio Zape
Pedro Antonio Zape   (Puerto Tejada, 3 de juny de 1949) fou un futbolista colombià de la dècada de 1970.
Fou 47 cops internacional amb la selecció de Colòmbia. Participà en la Copa Amèrica de 1975 i 1979.
Pel que fa a clubs, defensà els colors de Deportivo Cali durant tota la seva carrera.